# Kouratier

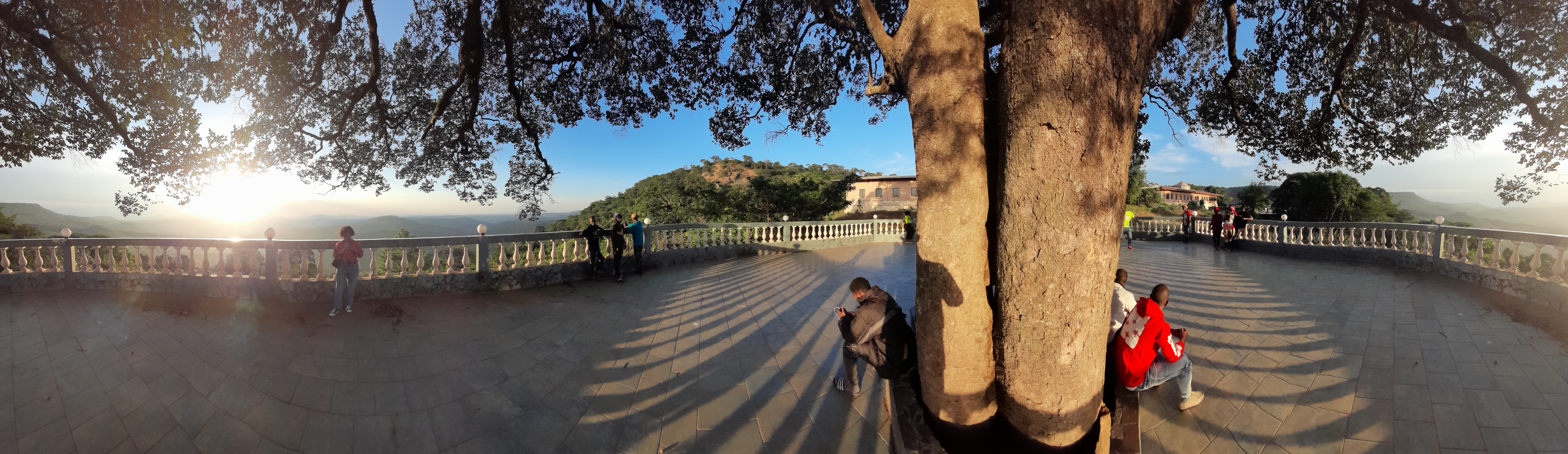
Vue de la basse du Kouratier

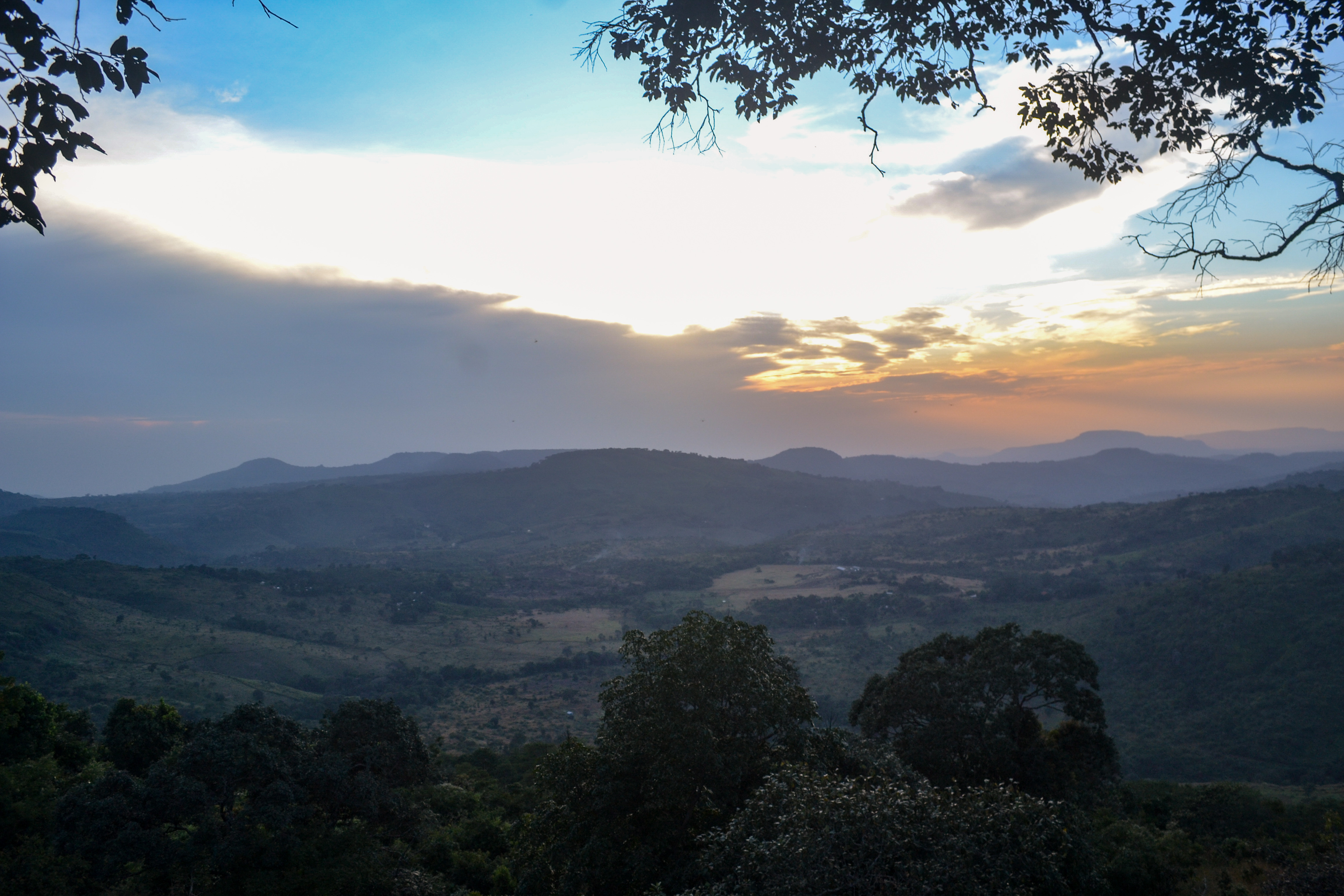

Kouratier signifiant « le prunier de Guinée » en français de son nom scientifique Parinari excelsa, est un arbre centenaire géant, situé derrière l'hôtel du Fouta dans la ville de Dalaba en Guinée.
Le Kouratier se dresse au haut d’une colline surplombant un végétation verte entre les chaines de montagnes.

## Caractéristiques
|                                                          | Mètres | Pieds |
| Hauteur par rapport à la base                            |        |       |
| Circonférence au sol                                     |        |       |
| Diamètre à la base                                       |        |       |
| Diamètre à 1,50 m du sol                                 |        |       |
| Diamètre à 18 m (60') du sol                             |        |       |
| Diamètre à 55 m (180') du sol                            |        |       |
| Diamètre de la branche la plus large                     |        |       |
| Hauteur de la première grosse branche par rapport au sol |        |       |

## Accessibilité
Ce site est desservi par la voie terrestre depuis le centre ville de Dalaba par la voiture, la moto ou simplement à pied,.